# Archibald Howie
Pour les articles homonymes, voir Howie.
Archibald « Archie » Howie (né le 8 mars 1934) est un physicien britannique et professeur émérite à l'Université de Cambridge, connu pour son travail de pionnier sur l'interprétation des images de cristaux au microscope électronique en transmission. 

## Biographie
Né en 1934, il fréquente la Kirkcaldy High School et l'Université d'Édimbourg. Il obtient son doctorat à l'Université de Cambridge, où il occupe ensuite un poste permanent. Il est membre du Churchill College depuis sa fondation et est président de sa Senior Combination Room (SCR) jusqu'en 2010.
En 1965, avec Hirsch, Whelan, Pashley et Nicholson, il publie le texte séminal Electron Microscopy of Thin Crystals. Il est élu à la Royal Society en 1978 et reçoit la médaille royale en 1999. En 1992, il reçoit la médaille et le prix Guthrie. Il est élu membre honoraire de la Royal Society of Edinburgh en 1995 . Il dirige le laboratoire Cavendish de 1989 à 1997.